# 20540 Marhalpern
20540 Marhalpern è un asteroide della fascia principale. Scoperto nel 1999, presenta un'orbita caratterizzata da un semiasse maggiore pari a 2,7487403 UA e da un'eccentricità di 0,0651865, inclinata di 5,60195° rispetto all'eclittica.